# Tom Björklund
Tom Albert Björklund, född 27 juni 1898, död 2 maj 1968, var en svensk reklamman och affärsledare.
Björklund diplomerades från Handelshögskolan i Stockholm 1919. Efter studier i USA blev han reklamchef hos AB Nordiska kompaniet 1922-1929, varunder han genomförde ett pionjärarbete för den kommersiella reklamen i Sverige. 1931-1944 var han försäljningschef hos Nordiska kompaniet och blev därefter vice VD. Björklund utgav bland annat Hur man annonserar med framgång (1924, 8:e upplagan 1938), Hur man gör reklam (1931, båda tillsammans med Yngve Hedvall) och Handbok i försäljning och reklam (1938, tillsammans med Clarence Brockman, 2:a upplagan 1945).